# Stepan Pachikov
Stepan Alexandrovich Pachikov, né le 1er février 1950 à Vartashen (Oğuz), est un informaticien azerbaïdjanais.
Il est le cofondateur de ParaGraph Intl., Parascript, Evernote Corporation et de quelques autres sociétés éditrices de logiciels.